# De Luca & Forti
Francesco De  Luca (Roma, 1967) e 
Alessandro Forti (Roma, 1960) sono due musicisti e compositori italiani.

## Biografia
Lavorano insieme dal 1993.  Il loro lavoro è orientato soprattutto verso la musica per film, teatro e televisione.

## Composizioni

### Cinema
- Beate (2018, di Samad Zarmandili)
- TIPS - Tempo Instabile con probabili schiarite (2015, di Marco Pontecorvo)
- La Madre (2014, di Angelo Maresca)
- Outing, fidanzati per sbaglio (2013, di Matteo Vicino)
- Koning van Katoren (To be king) (2012, di Ben Sombogaart)
- Faccio un salto all'Avana (2011, di Dario Baldi)
- Dieci inverni (2009, di Valerio Mieli)
- Tutta colpa di Giuda (2009, di Davide Ferrario)[1]
- Cose da pazzi (2005, di Vincenzo Salemme)
- Tre metri sopra il cielo (2004, di Luca Lucini)
- The Ring of the Bishop (2004, di Kathleen Fitzgerald)
- RadioRock (2001, di Stefano Grossi
- Due come noi, non dei migliori (2000, di Stefano Grossi)
- Il fratello minore (2000, di Stefano Gigli)

### Teatro
- La mia casa in fondo al mare (2009, di Giorgio Serafini Prosperi)
- La dodicesima notte (2009, di Nicasio Anzelmo)
- Capasciacqua (2007, di Marina Confalone)
- La bottega del caffè (2005, di Nicasio Anzelmo)
- La notte di Natale e Marzia (2004, di Giorgio Serafini Prosperi)
- Aulularia (2002, di Nicasio Anzelmo)
- L'incompiuta (2001,di Giorgio Serafini Prosperi)
- Lu curtigghiu di li Raunisi (2001, di Nicasio Anzelmo)
- Pluto o la ricchezza pentita (2001, di Nicasio Anzelmo)
- L'avaro (2000, di Nicasio Anzelmo)
- Serenata Lenny Bruce (2000, di Giorgio Serafini Prosperi)
- I menecmi (2000, di Nicasio Anzelmo)
- Mostellaria (1999, di Nicasio Anzelmo)
- Le prostitute vi precederanno nel regno dei cieli (1998, di Nicasio Anzelmo)
- Billy Budd (1997, di Sandro Sequi)
- E un altro volò sul nido del cuculo (1996, di Roberto Almagià)

### Televisione
- Libera (2024, di Gianluca Mazzella)

- A muso duro - Campioni di vita (2022, di Marco Pontecorvo)
- Il Paradiso delle Signore Daily Stagione quattro (2021)
- Nero a metà (2018-2022, di Marco Pontecorvo)
- Il Paradiso delle Signore Daily Stagione tre (2020, di Isabella Leoni, Marco Maccaferri, Riccardo Mosca, Francesco Pavolini
- Il Paradiso delle Signore Daily Stagione due (2019, di Isabella Leoni, Marco Maccaferri, Riccardo Mosca, Francesco Pavolini)
- Il Paradiso delle Signore Daily (2018, di Isabella Leoni, Marco Maccaferri, Riccardo Mosca, Francesco Pavolini)
- Il Paradiso delle Signore Stagione due (2017, di Monica Vullo)
- Il Paradiso delle Signore Stagione uno (2015, di Monica Vullo)
- Il Coraggio di vincere (2017, di Marco Pontecorvo)
- Ragion di Stato (2015, di Marco Pontecorvo)
- L'Oro di Scampia (2014, di Marco Pontecorvo)
- Helena e Glory (2011, di Marco Pontecorvo)
- Diari del novecento, (2009, di Stefano Grossi)
- I gladiatori, (2008, cartoni animati, di Maurizio Forestieri)
- Noi due, di Massimo Coglitore
- Arthea,( 2004, di Stefano Sollima)
- Lo sguardo che ha cambiato il cinema, (2001, di Sandro Lai)
- Così è la vita,(2001,  di Sandro Lai)
- Una donna sola, (2001, di Silvio Maestranzi)
- Galleria borghese (2001, di Rubino Rubini)